# Eriogonum racemosum
Eriogonum racemosum är en slideväxtart som beskrevs av Thomas Nuttall. Eriogonum racemosum ingår i släktet Eriogonum och familjen slideväxter. Utöver nominatformen finns också underarten E. r. racemosum.